# لاک‌پشت ستاره‌دار
لاک‌پشت ستاره‌دار (نام علمی: Geochelone) نام یک سرده از تیره لاک‌پشت زمینی است.

## گونه‌ها
- لاک‌پشت ستاره‌دار هندی (G. elegans)
- لاک‌پشت ستاره‌دار برمه‌ای (G. platynota)
- لاک‌پشت ستاره‌دار آفریقایی (G. sulcata)